# Wilhelm Engert
Wilhelm Engert (* 28. Juli 1884 in Marburg an der Drau; † 28. September 1963 in Wien) war ein österreichischer Diplomat.

## Leben
Wilhelm Engert war der Sohn von Mathilde Buscheck und dem Kapitän August von Engert. Er trat am 21. Oktober 1907 in den Dienst des Marineevidenzbureaus in Triest. Von 1919 bis 1925 wurde er an der Gesandtschaft in Belgrad beschäftigt. Von 1925 bis 1930 wurde er an der Gesandtschaft in London beschäftigt. Von 1931 bis 1933 war er Generalkonsul in München. Der Stahlhelm, Bund der Frontsoldaten, der bewaffnete Arm der Deutschnationalen Volkspartei kooperierte mit der Heimwehr. Durch die Koalition aus Deutschnationale Volkspartei und NSDAP ab 30. Januar 1933, hätte die Regierung des Deutschen Reichs über diese Zusammenarbeit einen weiteren Kanal der Einflussnahme in Österreich erhalten, wovor Engert die Regierung Engelbert Dollfuß warnte.
Von 1933 bis März 1938 war er außerordentlicher Gesandter und Ministre plénipotentiaire in Athen. 1938 schied er aus dem auswärtigen Dienst. Von 1938 bis 1943 wurde er bei verschiedenen deutschen Dienststellen beschäftigt. Von 1943 bis 1944 war er Dolmetscher bei der Luftwaffe. 1945 trat er in den Dienst der Staatskanzlei der Republik Österreich. Von 1946 bis 1949 war er politischer Vertreter in Warschau. Er wurde am Hietzinger Friedhof bestattet.